# Москва еПри 2015
Москва еПри 2015 е първото еПри на Русия и девети кръг в дебютния сезон 2014/2015 на Формула Е. Провежда се на 6 юни 2015 г. на пистата Москва Стрийт Сиркуит в Москва. Победата печели Нелсиньо Пикет пред Лукас ди Граси и Ник Хайдфелд.

## Преди състезателния ден
Москва не е част от първоначалния вариант на календара за сезона, но през февруари е обявено, че градът ще заеме мястото на отпадналия по-рано от сметките Рио де Жанейро.
След надпреварата в Берлин водач при пилотите е Нелсиньо Пикет с преднина от две точки пред Себастиен Буеми и десет пред Лукас ди Граси. При отборите лидер е е.дамс-Рено с преднина от 63 точки пред Драгън Рейсинг и 64 пред Ауди Спорт АБТ.
В отбора на Андрети Аутоспорт Скот Спийд, който има ангажимент в надпреварата по раликрос в рамките на Х геймс за същия отбор, е заменен от Джъстин Уилсън, бивш пилот на Минарди и Ягуар във Формула 1. В НЕКСТЕВ ТСР Антонио Гарсия отново застава на старта, заемайки мястото на Шарл Пик.
С най-много гласове в гласуването на феновете за FanBoost са ди Граси, Пикет и Буеми.

## Свободни тренировки, квалификация и наказания
Най-бързо време в първата свободна тренировка дава Себастиен Буеми (1:10.402) пред Никола Прост и Бруно Сена. Тренировката е прекъсната заради откъсналото се от болида на Сам Бърд колело. Най-бърз във втората тренировка отново е Буеми (1:09.985), следван от Жан-Ерик Верн и Нелсиньо Пикет. И тази тренировка е прекъсната в началото, този път заради Лоик Дювал, който се забива в предпазната стена.
Най-бърза обиколка в квалификацията прави Жан-Ерик Верн (1:09.429), а след него остават Нелсиньо Пикет (1:09.449) и Лукас ди Граси (1:09.685). Далият десето време Стефан Саразен е дисквалифициран и стартира от последното място, след като от съображения за сигурност механиците му сменят пожарогасителя в болида, докато той се намира в закрития парк.

## Състезание
С по-добър старт от конкурентите си Пикет успява още на спирането за първия завой да изпревари водача Верн, а Даниел Абт печели две места спрямо Жером Д'Амброзио и Никола Прост. Така след една обиколка води Пикет пред Верн, ди Граси, Буеми, Абт, Д'Амброзио, Прост, Хайдфелд, Бърд и Дуран. Сам Бърд влиза в бокса за смяна на болида още в осмата обиколка, което на практика означава, че няма да има достатъчно енергия във втория болид, за да завърши състезанието. Първите планирания спирания в бокса започват в 16-ата обиколка, а Буеми е един от последните, минали през бокса в 19-ата обиколка. Това би му дало предимство пред останалите, но неговият отбор погрешно смята, че минималното време за смяна на болида е 68 секунди вместо 58 и така и той, и Прост губят по десет секунди. При излизането си от бокса Буеми почти се сблъсква с Хайдфелд и след състезанието е наказан с 29 секунди заради опасната маневра. Междувременно Бруно Сена се завърта на пистата и се удря в предпазната стена, но успява да стигне до бокса за смяна на болида. С по-бърза смяна на болида ди Граси успява да излезе на внорото място преди Верн, докато Д'Амброзио остава в бокса с цели 31 секунди по-дълго от минималното време и по този начин губи много места.
След спиранията в бокса Пикет води с пет секунди пред ди Граси, следвани от Верн, Буеми, Хайдфелд, Абт, Дуран, Прост, Алгерсуари и Трули. Алгерсуари и Сена са наказани с преминаване през бокса, съответно за превишаване на енергийния лимит и превишена скорост в бокса. В 24-тата обиколка болидът на Сам Бърд остава без енергия и пилотът на Върджин Рейсинг отпада. В 32-рата обиколка Лоик Дювал прави опит да изпревари Джъстин Уилсън, но допуска грешка при спирането за завоя и удря Трули. Последният отпада с повредено задно крило, докато Дювал успява да финишира със счупено предно. В последната обиколка грешка на Буеми и Верн позволява на Хайдфелд да изпревари и двамата наведнъж и да финишира на трето място – Буеми се опитва да изпревари Верн, при което болидите им леко се допират, а Буеми изпуска шикана, заради което намалява, за да пусне Верн пред себе си и да не бъде наказан за спечелване не предимство чрез напускане на очертанията на пистата. Верн обаче също забавя и не изпреварва Буеми, от което се възползва Хайдфелд.
Буеми завършва четвърти, но заради наложеното му след състезанието наказание пада до деветата позиция. Дювал също е наказан с 29 секунди заради предизвиканато от него катастрофа с Трули и пада до 15-о място. Самият Трули е наказан да стартира с пет места по-назад в следващото състезание, защото неколкократно изпуска шикана на седмия завой, без след това да намали скоростта си и по този начин печели предимство с опитващите се да го изпреварят пилоти.

## Резултати

### Квалификация
| Поз.      | №  | Пилот                  | Отбор             | Време    | Разлика | Решетка |
| --------- | -- | ---------------------- | ----------------- | -------- | ------- | ------- |
| 1         | 27 | Жан-Ерик Верн          | Андрети Аутоспорт | 1:09.429 |         | 1       |
| 2         | 99 | Нелсиньо Пикет         | НЕКСТЕВ ТСР       | 1:09.449 | +0.020  | 2       |
| 3         | 11 | Лукас ди Граси         | Ауди Спорт АБТ    | 1:09.685 | +0.256  | 3       |
| 4         | 9  | Себастиен Буеми        | е.дамс-Рено       | 1:09.826 | +0.397  | 4       |
| 5         | 7  | Жером Д'Амброзио       | Драгън Рейсинг    | 1:09.967 | +0.538  | 5       |
| 6         | 8  | Никола Прост           | е.дамс-Рено       | 1:10.043 | +0.614  | 6       |
| 7         | 66 | Даниел Абт             | Ауди Спорт АБТ    | 1:10.075 | +0.646  | 7       |
| 8         | 23 | Ник Хайдфелд           | Венчъри Гран При  | 1:10.098 | +0.669  | 8       |
| 9         | 10 | Ярно Трули             | Трули ГП          | 1:10.145 | +0.716  | 9       |
| 10        | 77 | Салвадор Дуран         | Амлин Агури       | 1:10.257 | +0.828  | 10      |
| 11        | 2  | Сам Бърд               | Върджин Рейсинг   | 1:10.365 | +0.936  | 11      |
| 12        | 28 | Джъстин Уилсън         | Андрети Аутоспорт | 1:10.398 | +0.969  | 12      |
| 13        | 88 | Антонио Гарсия         | НЕКСТЕВ ТСР       | 1:10.537 | +1.108  | 13      |
| 14        | 55 | Антонио Феликс да Коща | Амлин Агури       | 1:10.617 | +1.188  | 14      |
| 15        | 21 | Бруно Сена             | Махиндра Рейсинг  | 1:10.688 | +1.259  | 15      |
| 16        | 5  | Карун Чандок           | Махиндра Рейсинг  | 1:10.697 | +1.268  | 16      |
| 17        | 3  | Хайме Алгерсуари       | Върджин Рейсинг   | 1:10.941 | +1.512  | 17      |
| 18        | 6  | Лоик Дювал             | Драгън Рейсинг    | 1:11.141 | +1.712  | 18      |
| 19        | 18 | Витантонио Лиуци       | Трули ГП          | 1:11.967 | +2.538  | 19      |
| -         | 30 | Стефан Саразен         | Венчъри Гран При  | 1:10.190 | +0.761  | 201     |
| Източник: |    |                        |                   |          |         |         |

Бележки:
- 1 – Стефан Саразен е дисквалифициран от квалификазията заради неспазване на правилата на затворения парк.

### Състезание
| Поз.      | №  | Пилот                  | Отбор             | Обиколки | Време/Отпадане          | Място | Точки |
| --------- | -- | ---------------------- | ----------------- | -------- | ----------------------- | ----- | ----- |
| 1         | 99 | Нелсиньо Пикет         | НЕКСТЕВ ТСР       | 35       | 43:18.867               | 01    | 25    |
| 2         | 11 | Лукас ди Граси         | Ауди Спорт АБТ    | 35       | +2.012                  | 01    | 18    |
| 3         | 23 | Ник Хайдфелд           | Венчъри Гран При  | 35       | +11.548                 | 05    | 15    |
| 4         | 27 | Жан-Ерик Верн          | Андрети Аутоспорт | 35       | +12.416                 | 03    | 151   |
| 5         | 66 | Даниел Абт             | Ауди Спорт АБТ    | 35       | +25.626                 | 02    | 10    |
| 6         | 77 | Салвадор Дуран         | Амлин Агури       | 35       | +28.960                 | 04    | 8     |
| 7         | 55 | Антонио Феликс да Коща | Амлин Агури       | 35       | +30.529                 | 07    | 6     |
| 8         | 8  | Никола Прост           | е.дамс-Рено       | 35       | +31.566                 | 02    | 4     |
| 9         | 9  | Себастиен Буеми        | е.дамс-Рено       | 35       | +40.0503                | 05    | 42    |
| 10        | 28 | Джъстин Уилсън         | Андрети Аутоспорт | 35       | +46.320                 | 02    | 1     |
| 11        | 7  | Жером Д'Амброзио       | Драгън Рейсинг    | 35       | +51.474                 | 06    |       |
| 12        | 5  | Карун Чандок           | Махиндра Рейсинг  | 35       | +52.493                 | 04    |       |
| 13        | 3  | Хайме Алгерсуари       | Върджин Рейсинг   | 35       | +55.810                 | 04    |       |
| 14        | 30 | Стефан Саразен         | Венчъри Гран При  | 35       | +56.715                 | 06    |       |
| 15        | 6  | Лоик Дювал             | Драгън Рейсинг    | 35       | +1:18.7634              | 03    |       |
| 16        | 21 | Бруно Сена             | Махиндра Рейсинг  | 34       | +1 обиколка             | 01    |       |
| 17        | 18 | Витантонио Лиуци       | Трули ГП          | 34       | +1 обиколка             | 02    |       |
| 18        | 10 | Ярно Трули5            | Трули ГП          | 32       | +3 обиколки             | 09    |       |
| 19        | 88 | Антонио Гарсия         | НЕКСТЕВ ТСР       | 32       | +3 обиколки             | 06    |       |
| Отп       | 2  | Сам Бърд               | Върджин Рейсинг   | 24       | Изчерпване на енергията | 09    |       |
| Източник: |    |                        |                   |          |                         |       |       |

Бележки:
- 1 – Три точки за първо място в квалификациите.
- 2 – Две точки за най-бърза обиколка.
- 3 – Себастиен Буеми е наказан с 29 секунди заради опасно излизане от бокса.
- 4 – Стефан Саразен е наказан с 29 секунди заради предизвикване на катастрофа.
- 5 – Ярно Трули е наказан да стартира в следващия кръг с 5 места по-назад заради трикратно заобикаляне на шикана на завой седем.

## Класиране след състезанието
| Поз | Пилот            | Точки |
| --- | ---------------- | ----- |
| 1   | Нелсиньо Пикет   | 128   |
| 2   | Лукас ди Граси   | 111   |
| 3   | Себастиен Буеми  | 105   |
| 4   | Никола Прост     | 82    |
| 5   | Жером Д'Амброзио | 77    |

| Поз | Конструктор       | Точки |
| --- | ----------------- | ----- |
| 1   | е.дамс-Рено       | 187   |
| 2   | Ауди Спорт АБТ    | 143   |
| 3   | НЕКСТЕВ ТСР       | 132   |
| 4   | Драгън Рейсинг    | 116   |
| 5   | Андрети Аутоспорт | 104   |